# Município de Pleasant (condado de Hancock, Ohio)
O município de Pleasant (em inglês: Pleasant Township) é um município localizado no condado de Hancock no estado estadounidense de Ohio. No ano de 2010 tinha uma população de 2.471 habitantes e uma densidade populacional de 26,12 pessoas por km².

## Geografia
O município de Pleasant encontra-se localizado nas coordenadas 41° 07′ 26″ N, 83° 49′ 32″ O. Segundo a Departamento do Censo dos Estados Unidos, o município tem uma superfície total de 94.59 km², da qual 94,48 km² correspondem a terra firme e (0,11 %) 0,1 km² é água.

## Demografia
Segundo o censo de 2010, tinha 2.471 habitantes residindo no município de Pleasant. A densidade populacional era de 26,12 hab./km². Dos 2.471 habitantes, o município de Pleasant estava composto pelo 95,31 % brancos, o 0,36 % eram afroamericanos, o 0,24 % eram amerindios, o 0,53 % eram asiáticos, o 1,74 % eram de outras raças e o 1,82 % eram de uma mistura de raças. Do total da população o 7,32 % eram hispanos ou latinos de qualquer raça.